# Cértegui
Cértegui è un comune della Colombia facente parte del dipartimento di Chocó.
Il centro abitato venne fondato da Matías Tres Palacios nel 1775.